# Antirhea radiata
Antirhea radiata là một loài thực vật]] thuộc họ Rubiaceae. Loài này có ở Cuba, Cộng hòa Dominica, và Haiti. Chúng hiện đang bị đe dọa vì mất môi trường sống.